# El Eco de Granollers
El Eco de Granollers va ser una publicació periòdica apareguda a la capital del Vallès Oriental entre el 1882 i el 1883 i fou la primera capçalera de premsa d'aquesta població. Segons el seu subtítol pretenia ser una publicació bilingüe (català i castellà).
Durant la seva curta existència apareixia setmanalment i s'imprimia a Barcelona.
L'Arxiu Municipal de Granollers conserva exemplars d'aquest diari i es poden consultar digitalitzats.